# Ère romantique des échecs
Au jeu d'échecs, l'école romantique ou l'ère romantique des échecs est le nom donné à une conception du jeu basée surtout sur les combinaisons (plutôt que des éléments stratégiques ou positionnels). Cette conception atteignit son apogée au milieu du XIXe siècle, avec les deux « magiciens » de l'école romantique :  Adolf Anderssen et Paul Morphy, lequel est considéré, à ce jour, comme le premier joueur d'échecs moderne. Ce dernier avait en effet une conscience positionnelle intuitive du jeu. L'ère romantique des échecs commença selon Cary Utterberg en 1821, date où le Français Louis-Charles Mahé de La Bourdonnais put battre son professeur Alexandre Deschapelles.

## Jeu romantique et jeu positionnel
L'école romantique a précédé le jeu de position développé par Wilhelm Steinitz. Cette dernière forme du jeu a connu ses plus grands représentants au XXe siècle avec Akiba Rubinstein et José Raúl Capablanca. Alors que Max Euwe a caractérisé le style de jeu de ces deux derniers comme « technique et routinier », il a décrit le jeu de Adolf Anderssen comme « entièrement tourné vers l'attaque et la contre-attaque » et qualifié celui de Paul Morphy de « combinatoire à buts stratégiques ». La Partie immortelle, la Toujours Jeune et la Partie de l'opéra sont caractéristiques à cet égard du style de jeu romantique.
Si Morphy est connu aujourd'hui pour ses combinaisons, ses parties ont été les premières à introduire avec succès les principes fondamentaux du jeu positionnel dans les débuts ouverts : développement rapide, contrôle du centre et des lignes ouvertes. Par son jeu positionnel d'instinct, Morphy a été le premier à créer ses propres opportunités tactiques.

## La notion d'école aux échecs
On peut noter que si ce qualificatif d'école romantique est avancé par Michel Roos et par Anthony Saidy, il n'est repris ni par François Le Lionnais et Ernst Maget dans leur Dictionnaire des échecs, ni par David Hooper et Kenneth Whyld dans The Oxford Companion to Chess. Dans son Que sais-je ? sur le jeu d'échecs, Jéröme Maufras adopte un plan original et parle plutôt d'« une domination anglo-saxonne du milieu du XIXe à 1914 », mettant en parallèle la marche du monde (seconde révolution industrielle) avec l'évolution de la planète des échecs, après « un XVIIIe siècle franco-anglais » (commerce triangulaire, première révolution industrielle), ayant lui-même succédé à « une renaissance méditerranéenne ». De fait, l'école romantique aux échecs (l'allemand Adolf Anderssen et l'américain Paul Morphy) peut être mise en parallèle avec l'irruption des pays de la seconde révolution industrielle — dès les années 1850 dans le monde anglo-saxon — sur la scène internationale.
À proprement parler, Emanuel Lasker n'a pas créé d'école, car s'il est par exemple relativement facile de jouer « à la Tarrasch » (en recherchant les gains d'espace notamment), il est très difficile de jouer « à la Lasker » (en cherchant systématiquement le coup le plus perturbant — psychologiquement parlant en particulier — pour l'adversaire). En revanche, on considère généralement que Wilhelm Steinitz a fondé l'école viennoise des échecs. L'école la plus connue est l’école dite soviétique.